# Добра (Полицький повіт)
Добра (пол. Dobra, нім. Daber) — село в Польщі, у гміні Добра Полицького повіту Західнопоморського воєводства.
Населення — 2621 особа (2011).

## Демографія
Демографічна структура станом на 31 березня 2011 року:
|          | Загалом | Допрацездатний вік | Працездатний вік | Постпрацездатний вік |
| -------- | ------- | ------------------ | ---------------- | -------------------- |
| Чоловіки | 1315    | 341                | 920              | 54                   |
| Жінки    | 1306    | 318                | 828              | 160                  |
| Разом    | 2621    | 659                | 1748             | 214                  |